# 金寅植
金 寅植（キム・インシク、김인식、1947年5月1日 - ）は、大韓民国の野球選手・野球指導者。いくつかの国際大会では野球大韓民国代表の監督も務めた。

## 経歴
1965年より1972年までアマチュア野球のクラウンビール、海兵隊、韓一銀行で活躍。その後アマチュア野球の指導者に転じ、東国大学校の監督などを経験。
プロ野球の指導者としての活躍は1986年のヘテ・タイガースのコーチを皮切りにサンバンウル・レイダース、斗山ベアーズの監督を経て2005年よりハンファ・イーグルス監督。
国際対決での韓国チームの指導者としての経歴は1991年の日韓親善プロ野球スーパーゲームでコーチとして参加、1995年の同大会では監督を歴任。3位決定戦で日本を破った2000年シドニーオリンピックではコーチとして銅メダル獲得に貢献。2002年の釜山アジア競技大会では監督として野球韓国代表を優勝に導く。
アテネ五輪の出場権のかかったアジア野球選手権大会2003では金寅植の代わりに、同年の韓国シリーズの優勝監督の金在博（キム・ジェバク、元・LGツインズ監督、当時現代ユニコーンズ監督）がリーグ優勝監督として代表チームの監督を務め、初戦の台湾に4対5で敗れたことが響いてアテネ行きを逃してしまった。
2004年シーズンオフ、ハンファ・イーグルスの監督に就任したが、就任まもなく軽い脳梗塞を起こし、一時は去就が不透明だった時期もあった。だが、リハビリを進ませながら同時にスプリングキャンプから球団の指揮を執る精神力を見せて、下馬評のよくなかったチームをレギュラーシーズン4位を経てプレーオフまで導いた。翌年の2005年の準プレーオフでは、戦力的には見劣りしていた公式戦4位のハンファを率いて同3位のSKワイバーンズに勝利している。
健康を心配する声もあった中で、これらの短期決戦の相性の良さから監督再登板が決定した。2006年のワールド・ベースボール・クラシック(WBC)の2次リーグで日本を倒した韓国ナショナルチームについて多くの韓国のマスコミや一般の野球ファンから「世界一も可能」、「アメリカ合衆国やキューバとも対等に戦える」、「彼が監督だったら台湾に代わってアテネ五輪に出場できて、メダルも獲得できた」と騒がれた。それでも本人は「WBCで日本に2連勝したからといって、韓国の野球の方が日本の野球より優れているとは思わない」と答えた。しかしWBC準決勝では日本に0対6で完敗し、「上原浩治投手が素晴らしかったです。選手たちに本当にありがとうと言いたいですね」とコメントした。
同年のプレーオフでは公式戦は3位だったハンファを率いて同2位の現代に勝利し、韓国シリーズ進出を決めた。
2009年の第2回ワールド・ベースボール・クラシック(WBC)でも、ハンファ・イーグルスの監督を兼務しつつ、韓国代表監督を任されることになり、決勝戦で大会5度目となる日本戦に敗れたものの、準優勝という好成績を残した。ところがこの年ハンファは最下位を独走してしまい、3年契約が切れることもあってシーズン終了とともに監督を退任、のちに韓国野球委員会の技術委員長となり野球韓国代表の編成などに関わってきた。
2015年6月29日、新たな野球の国際大会・WBSCプレミア12の韓国代表監督に就任。同年11月の第1回WBSCプレミア12で韓国代表を優勝に導いた。
2016年9月5日、2大会ぶりに第4回ワールド・ベースボール・クラシック(WBC)の韓国代表監督に就任したがイスラエルとオランダに敗れて1次ラウンド敗退となった。

## 人物
温厚かつ謙虚な人物で、監督としては韓国では「信頼の野球」と呼ばれる采配が持ち味。しかし、その中で冷徹さも兼ねており一度見切った選手については温情采配などなく、いくらチームの貢献してきたベテランでもそのまま2軍で暮らさせることもある。
上述の2006年のWBC後のインタビューなどから日本野球の底力を高く評価していると見られる。2009年のWBC開催前も「日本は北京五輪と全く違う選手を選出できることなど、レベルの強いチームをいくつも作れるが、我々はこの1チームしか作れない。」と答えた他「参加国の中で日本が一番強い。」とインタビューで答えた。
プロ野球の監督としては韓国シリーズを2度（1995年と2001年）制覇し韓国プロ野球界では「名将」の一人に数えられる同監督だが、意外にも韓国プロ野球での成績は2009年公式戦終了時点で980勝1032敗45分で負け越している。
これは、監督として初めて指揮を執ったチームが創設間もないサンバンウルで、選手構成に貧しく任期の間ずっと大幅の負け越しが続いたことや、OB/斗山ベアーズで優勝の翌年に選手たちの気が緩んで一気に最下位に転落したりするなど、チームの順位が激しく騰落を繰り返した事情が響いたこともある。実際にサンバンウル時代の2年を除けば、それ以降は成績の騰落はあったものの勝ち越している。
レギュラーシーズンの成績と比べて、ポストシーズンでは戦力的に劣勢という前評判を覆してチームを勝利に導くことが多く、これが彼の名将という印象を強めた原因と見られる。2001年の優勝の時もレギュラーシーズンでは65勝63敗5分けの3位で、たった2試合勝ち越しただけだった。こういった短期決戦に強いという特性が野球韓国代表を率いる上で発揮され、日本、台湾での開催で条件的に不利と言われていた2015年WBSCプレミア12での韓国の優勝に結びついた。

## 詳細情報

### 年度別監督成績
| 年度       | チーム       | 順位       | 公式戦順位(※1) | 試合 | 勝利 | 敗戦 | 引分 | 勝率 | ゲーム差(※2) |
| 1991       | サンバンウル | 6          | 6              | 126  | 52   | 71   | 3    | .425 | 28.0         |
| 1992       | サンバンウル | 8          | 8              | 126  | 41   | 84   | 1    | .329 | 29.5         |
| 1995       | OB 斗山      | 1          | 1              | 126  | 74   | 47   | 5    | .607 | -            |
| 1996       | OB 斗山      | 8          | 8              | 126  | 47   | 73   | 6    | .397 | 24.0         |
| 1997       | OB 斗山      | 5          | 5              | 126  | 57   | 64   | 5    | .472 | 16.0         |
| 1998       | OB 斗山      | 4          | 4              | 126  | 61   | 62   | 3    | .496 | 18.5         |
| 1999       | OB 斗山      | 3          | 1              | 132  | 76   | 51   | 5    | .598 | -            |
| 2000       | OB 斗山      | 2          | 2              | 133  | 76   | 57   | 0    | .571 | 16.0         |
| 2001       | OB 斗山      | 1          | 3              | 133  | 65   | 63   | 5    | .508 | -            |
| 2002       | OB 斗山      | 5          | 5              | 133  | 66   | 65   | 2    | .504 | 17.0         |
| 2003       | OB 斗山      | 7          | 7              | 133  | 57   | 74   | 2    | .435 | 23.0         |
| 2005       | ハンファ     | 4          | 4              | 126  | 65   | 61   | 1    | .512 | 11.5         |
| 2006       | ハンファ     | 2          | 3              | 126  | 67   | 57   | 2    | .540 | 6.5          |
| 2007       | ハンファ     | 3          | 3              | 126  | 67   | 57   | 2    | .540 | 7.5          |
| 2008       | ハンファ     | 5          | 5              | 126  | 64   | 62   | 0    | .508 | 19.0         |
| 2009       | ハンファ     | 8          | 8              | 133  | 46   | 84   | 3    | .354 | 35.0         |
| 通算：16年 | 通算：16年   | 通算：16年 | 通算：16年     | 2057 | 980  | 1032 | 45   | .487 |              |

- ※1　1999年、2000年は2リーグ制の下でのリーグでの順位。斗山ベアーズはドリームリーグ所属だったため、ここではドリームリーグでの順位。
- ※2　公式戦1位とのゲーム差。

#### ポストシーズン
- 太字は勝利したシリーズ

| 年度 | チーム   | ステージ     | 対戦相手 | 結果        | 星取表  |
| 1995 | OB 斗山  | 韓国シリーズ | ロッテ   | 4勝3敗      | ●○○●●○○ |
| 1998 | OB 斗山  | 準プレイオフ | LG       | 2敗         | ●●      |
| 1999 | OB 斗山  | プレイオフ   | ハンファ | 4敗         | ●●●●    |
| 2000 | OB 斗山  | プレイオフ   | LG       | 4勝2敗      | ●○●○○○  |
| 2000 | OB 斗山  | 韓国シリーズ | 現代     | 3勝4敗      | ●●●○○○● |
| 2001 | OB 斗山  | 準プレイオフ | ハンファ | 2勝         | ○○      |
| 2001 | OB 斗山  | プレイオフ   | 現代     | 3勝1敗      | ●○○○    |
| 2001 | OB 斗山  | 韓国シリーズ | 三星     | 4勝2敗      | ●○○○●○  |
| 2005 | ハンファ | 準プレイオフ | SK       | 3勝2敗      | ○●○●○   |
| 2005 | ハンファ | プレイオフ   | 斗山     | 3敗         | ●●●     |
| 2006 | ハンファ | 準プレイオフ | 起亜     | 2勝1勝      | ○●○     |
| 2006 | ハンファ | プレイオフ   | 現代     | 3勝1敗      | ●○○○    |
| 2006 | ハンファ | 韓国シリーズ | 三星     | 1勝4敗1分け | ●○●●△●  |
| 2007 | ハンファ | 準プレイオフ | 三星     | 2勝1敗      | ○●○     |
| 2007 | ハンファ | プレイオフ   | 斗山     | 3敗         | ●●●     |